# Saint-Jean-Poudge
Saint-Jean-Poudge – miejscowość i gmina we Francji, w regionie Nowa Akwitania, w departamencie Pireneje Atlantyckie.
Według danych na rok 1990 gminę zamieszkiwało 67 osób, a gęstość zaludnienia wynosiła 17 osób/km² (wśród 2290 gmin Akwitanii Saint-Jean-Poudge plasuje się na 1107. miejscu pod względem liczby ludności, natomiast pod względem powierzchni na miejscu 1488.).